# Kienersrüti
 (septembre 2009).
Si vous disposez d'ouvrages ou d'articles de référence ou si vous connaissez des sites web de qualité traitant du thème abordé ici, merci de compléter l'article en donnant les références utiles à sa vérifiabilité et en les liant à la section « Notes et références ».
Kienersrüti est une localité et une ancienne commune suisse du canton de Berne, située dans l'arrondissement administratif de Thoune. 

## Histoire
Le lieu est mentionné pour la première fois en 1676 sous le nom de Kienersrütte. Plus tard, le lieu changera d'écriture et deviendra  Kiener Rütti (1739), Kienersreuti (1838) et enfin Kienersrüti.
Le toponyme provient du nom de la famille Kiener.
Le territoire de Kienersrüti appartenait auparavant à la sphère des barons de Kramburg. Il passe sous la domination du Canton de Berne lors de la Réformation en 1528. Il est alors le siège du tribunal de Seftigen.
En 1742, Kienersrüti devient une commune indépendante.
Après l'effondrement de l'Ancien Régime (1798) et avec la nouvelle Constitution cantonale (1831) Kienersrüti reçoit le statut de district.